# Abraxas actinota
Abraxas actinota là một loài bướm đêm trong họ Geometridae.